# بروک مولر
بروک مولر (انگلیسی: Brooke Mueller؛ زادهٔ ۱۹ اوت ۱۹۷۷) یک هنرپیشه اهل ایالات متحده آمریکا است.